# Mesoleuca culmaria
Mesoleuca culmaria är en fjärilsart som beskrevs av Herrich-Schäffer 1847. Mesoleuca culmaria ingår i släktet Mesoleuca och familjen mätare. Inga underarter finns listade i Catalogue of Life.